# Harmincezer mérföld a tenger alatt
A Harmincezer mérföld a tenger alatt (海底3万マイル; Kaitei Szanman Mile; Hepburn: Kaitei Sanman Mile) 1970-ben bemutatott japán animációs film, amelyet a Toei Animation készített Jabuki Kimio rendezésében.
Japán bemutatója 1970. július 19-én volt, Magyarországon a Mokép forgalmazta VHS-en 1995 december 13-án. Bemutatásra került Franciaországban, Spanyolországban és Olaszországban is.

## Cselekmény
Iszamut tengerkutató család tagjaként vonzza az óceán. Egy nap háziállatával, Cheetával, a gepárddal játszik, amikor véletlenül összefut egy lánnyal. Bár találkozásuk közel sem felhőtlen, viaskodásuk félbeszakad, amikor egy tűzokádó sárkány tör elő a föld alól. A sárkány elpusztíthatatlannak tűnik, de Iszamuék megmenekülnek Polip és Teknős segítségével, Csigabi nevű hároméltű járművükön, a sárkány pedig a saját maga által vágott szakadékba zuhan és elnyeli a föld. Iszamu megtudja, hogy a lány Angéla hercegnő, Polip és Teknős pedig a személyes védelmezői. Angéla, aki közben kibékül és összebarátkozik Iszamuval, felajánlja, hogy megmutatja otthonát, ami nem más, mint Atlantisz vízalatti királysága. A király megdöbben a tűzokádó sárkány felbukkanása hallatán, mivel azok már évmilliókkal ezelőtt kihaltak. Mikor Iszamut Polip, Teknős és a melléjük lopakodott Angéla hercegnő vissza kívánják vinni a felszínre a Csigabival, a tűzokádó sárkány ismét felbukkan, így kénytelenek egy barlangban elrejtőzni. A barlang azonban a Földalatti Birodalom fennhatósága alá tartozik, s katonák fogják el és börtönözik be őket. A Földalatti Birodalom uralkodója, VII. Magma király felfedi sötét tervét: le kívánja igázni a földfelszínt korábban is látott robot tűzokádó sárkányaival és visszatérni oda birodalmával. Arra kéri Atlantiszt, hogy csatlakozzon hadjáratához, a király azonban visszautasítja, így rövidesen a két vízalatti ország mindent eldöntő ütközete veszi kezdetét, miközben a robot tűzokádó sárkányok a világ számos pontján pusztítanak. Iszamuéknak sikerül megszökniük cellájukból, és az irányítóközpontba betörve a robotsárkányokat a Földalatti Birodalom és egymás elpusztítására utasítják, helyreállítva a békét.

## Szereplők
| Szereplő                       | Japán hang        | Magyar hang     |
| ------------------------------ | ----------------- | --------------- |
| Iszamu (Isamu)                 | Nozava Maszako    | Hamvas Dániel   |
| Angéla hercegnő (Angel)        | Kobato Kurumi     | Csondor Kata    |
| VII. Magma király              | Naja Goró         | Rudas István    |
| Polip (Octopus)                | Kacuvo Umino      | Kocsis György   |
| Teknős                         | Hitomi Akira      | Balázsi Gyula   |
| A víz alatti királyság királya | Kitagava Jonehiko | Láng József     |
| Iszamu apja                    | Kadzsi Tecuja     | Jakab Csaba     |
| Iszamu anyja                   | Szenó Reiko       | Riha Zsófi      |
| Hajóskapitány                  | N/A               | Várkonyi András |
| Idegenvezető                   | N/A               | Biró Anikó      |
| Terepjáró sofőr                | N/A               | Szűcs Sándor    |
| Katona                         | N/A               | Koncz István    |
| TV-bemondó                     | N/A               | Kardos Gábor    |

További magyar hangok: Garai Róbert, Szűcs Sándor, Wohlmuth István

## Magyar stábtagok
- Magyar szöveg: Kertész Judit
- Hangmérnök: Bérczi Endre
- Rendezőasszisztens: Dóczi Orsolya
- Vágó: Gáspár Tamara
- Gyártásvezető: Németh Piroska
- Szinkronrendező: Juhász Anna
- Bemondó: Bozai József

A szinkron a Mokép megbízásából a Videovox Stúdióban készült 1995-ben.